# École polytechnique de l'université de Tours
 (mai 2022).
Polytech Tours
L'École polytechnique de l'université de Tours (Polytech Tours) est l'une des 204 écoles d'ingénieurs françaises accréditées au 1er septembre 2020 à délivrer un diplôme d'ingénieur.
Elle est située à Tours, en Indre-et-Loire, dans la région Centre, en France, plus précisément dans le quartier des Deux-Lions (aussi appelé « Technopôle ») dans le sud de la ville. Ses activités sont réparties sur trois sites éloignés de quelques centaines de mètres : site Portalis (départements « informatique », « formations par alternance » et « premier cycle »), site Dassault (départements « mécanique et système », et « électronique et énergie ») et site Lesseps (département « aménagement et environnement »).
Elle fait partie du réseau Polytech, groupement de quinze écoles d'ingénieurs au sein des universités. Elle est habilitée par la Commission des titres d'ingénieur et membre de la Conférence des grandes écoles. Elle est également une composante de l'Université de Tours (anciennement université François-Rabelais de Tours).

## Historique

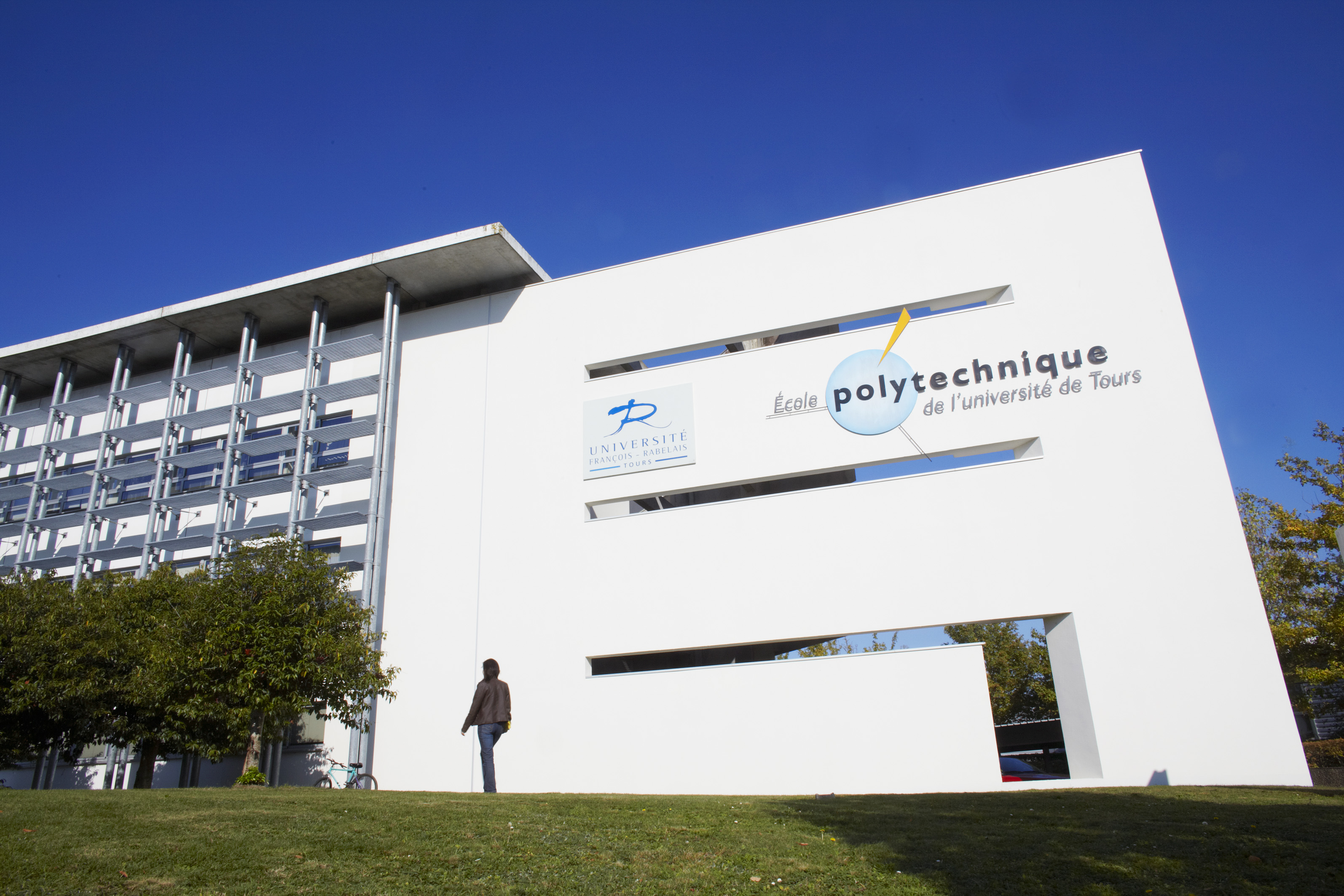
Site Portalis.

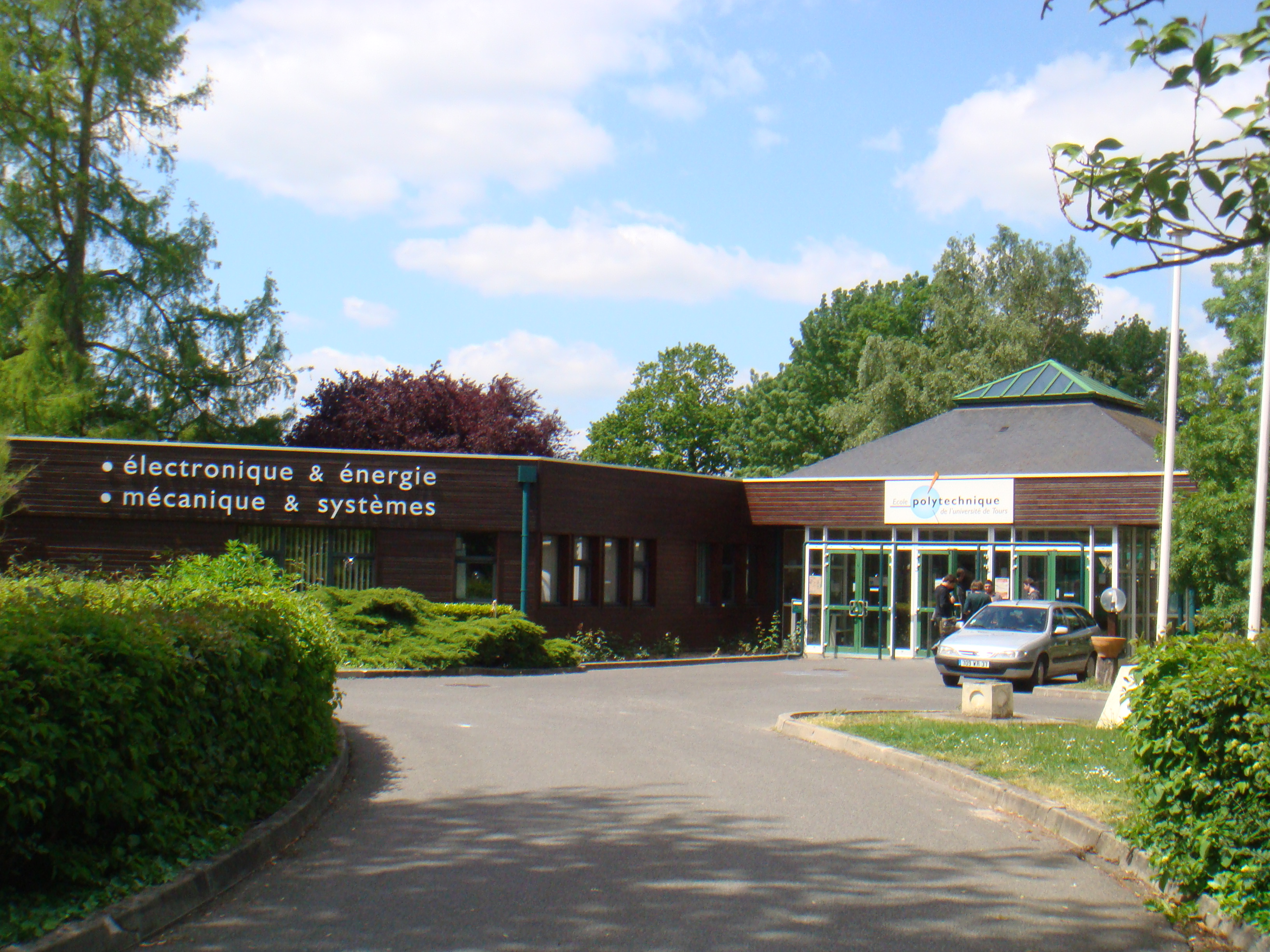
Site Dassault.

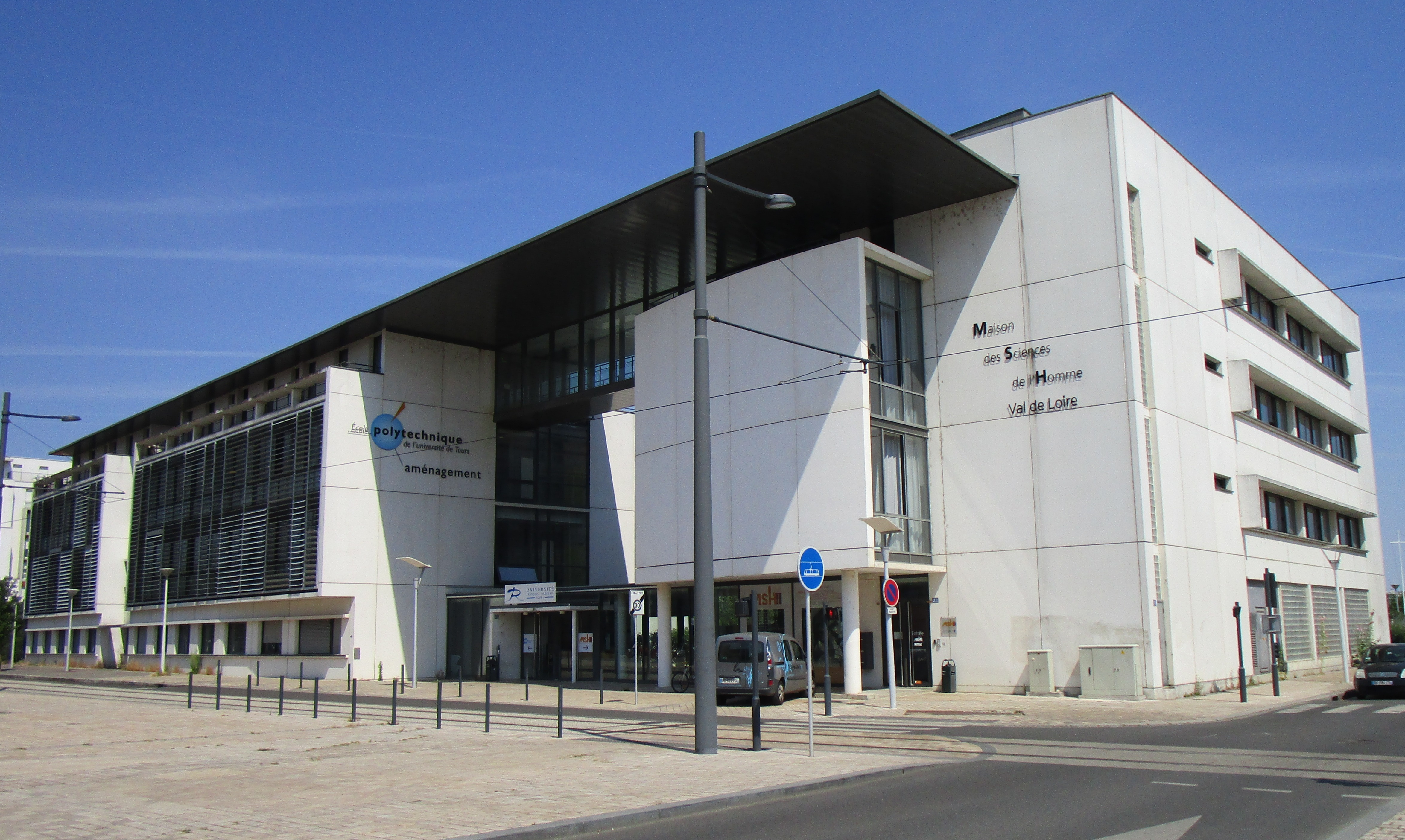
Site Lesseps.

L'école a été créée en 2002, par la fusion de trois composantes de l'université de Tours:
- le Centre d'études supérieures d'aménagement créé en 1969, formait des spécialistes des questions relatives à l'aménagement, l'urbanisme, le développement territorial, la gestion de l'environnement. Il a d'abord délivré des diplômes de premier, second et troisième cycles (DEUG, DEUST, licence, MST, IUP, Magistère, DESS, DEA et Doctorat) ;
- l'École d'ingénieurs en informatique pour l'industrie a été fondée en 1991[5] sur la base de la MST d'Informatique appliquée à la production industrielle, créée en 1982 au sein de l'UFR Sciences et Techniques ;
- l'École d'ingénieurs de Tours, créée en 1985 sous l'impulsion de la municipalité de Tours dans le cadre d'une association loi de 1901. De statut privé, elle fut liée par convention, jusqu'en août 1999, à l'université de Tours, puis l'intègre définitivement à cette date, sous statut public.

De 2002 à 2008, Polytech Tours était organisée en trois départements ayant chacun une spécialité Informatique, Productique et Génie de l'Aménagement. L'organisation de l'école a beaucoup évolué depuis sa création:
- septembre 2004: ouverture du cycle préparatoire Parcours Ingénieur Polytech, rebaptisé Parcours des écoles d'ingénieurs Polytech (PeiP) deux ans plus tard ;
- septembre 2005: arrivée de la première promotion d'étudiants chinois au département Mundus ;
- 2005: habilitation de la spécialité Génie de l'aménagement par la CTI ;
- 2008: habilitation des cinq spécialités actuelles ;
- 2014: la CTI réhabilite les cinq spécialités actuelles pour six années.

## Formations

### Admission et cycle préparatoire
Les voies d'accès à Polytech Tours sont nombreuses : du post-bac à Bac+4. Aujourd'hui, la majorité des étudiants intègre Polytech Tours via le Parcours des écoles d'ingénieurs Polytech ou à Bac+2 (par exemple avec un DUT, CPGE, L2 ou BTS).

### Spécialités d'ingénieurs
Polytech Tours comporte au total près de 1 300 étudiants avec un objectif de 300 ingénieurs diplômés annuellement dans cinq spécialités :
- Génie de l'aménagement et de l'environnement : filières Urbanisme et ingénierie territoriale et Ingénierie des milieux aquatiques ;
- Informatique : parcours Systèmes d'information, Architecture, systèmes, réseaux et Intelligence Artificielle.
- Électronique et Systèmes de l’énergie électrique ;
- Mécanique et conception des Systèmes ;
- Informatique industrielle (par apprentissage).

### Master
L'école accueille plusieurs masters dont les masters 2 Recherche international (CADS, EME et PS/URP) et le Master Imagerie et physique médicale.

## Recherche
Toutes les formations utilisent les moyens des laboratoires de recherche de l'université de Tours reconnus et performants :
- le laboratoire d'informatique fondamentale et appliquée de Tours (LIFAT) ;
- le groupe de recherche en matériaux, microélectronique, acoustique et nanotechnologies (GREMAN) ;
- le laboratoire de mécanique et de rhéologie (LMR) ;
- l'équipe Imagerie et ultrason du laboratoire Inserm U930 Imagerie et cerveau ;
- l'équipe Ingénierie du projet d’aménagement - paysage et environnement de l'UMR Cités, territoires, environnement et sociétés (CITERES).